# Communauté de communes du Pays de Villamblard
La communauté de communes du Pays de Villamblard est une ancienne communauté de communes française — active de 2002 à 2016 — située dans le département de la Dordogne, en région Nouvelle-Aquitaine.
Elle faisait partie du Pays du Grand Bergeracois.

## Histoire
La communauté de communes du Pays de Villamblard a été créée le 28 décembre 2001 par l'arrêté préfectoral no 2001-72 pour une prise d'effet au 1er janvier 2002.
Au 1er janvier 2017, la communauté de communes du Pays de Villamblard a fusionné avec la communauté de communes du Mussidanais en Périgord pour former la communauté de communes Isle et Crempse en Périgord,.

## Composition
Elle regroupait les dix-sept communes de l'ancien canton de Villamblard :
| Nom                        | Code Insee | Gentilé             | Superficie (km2) | Population (dernière pop. légale) | Densité (hab./km2) |
| -------------------------- | ---------- | ------------------- | ---------------- | --------------------------------- | ------------------ |
| Villamblard (siège)        | 24581      | Villamblardais      | 20,43            | 850 (2014)                        | 42                 |
| Beauregard-et-Bassac       | 24031      | Beauregards         | 12,02            | 273 (2014)                        | 23                 |
| Beleymas                   | 24034      | Beleymacois         | 16,07            | 278 (2014)                        | 17                 |
| Campsegret                 | 24077      | Campsegretois       | 13,83            | 391 (2014)                        | 28                 |
| Clermont-de-Beauregard     | 24123      | Clermontois         | 6,24             | 106 (2014)                        | 17                 |
| Douville                   | 24155      | Douvillois          | 19,91            | 451 (2014)                        | 23                 |
| Église-Neuve-d'Issac       | 24161      |                     | 16,67            | 137 (2014)                        | 8,2                |
| Issac                      | 24211      | Issacois            | 23,32            | 422 (2014)                        | 18                 |
| Laveyssière                | 24233      |                     | 6,70             | 132 (2014)                        | 20                 |
| Maurens                    | 24259      | Maurensois          | 22,58            | 1 045 (2014)                      | 46                 |
| Montagnac-la-Crempse       | 24285      | Montagnacois        | 25,49            | 376 (2014)                        | 15                 |
| Saint-Georges-de-Montclard | 24414      | Montclardais        | 13,68            | 287 (2014)                        | 21                 |
| Saint-Hilaire-d'Estissac   | 24422      | Saint-Hilairois     | 6,14             | 108 (2014)                        | 18                 |
| Saint-Jean-d'Estissac      | 24426      | Estissacois         | 12,86            | 165 (2014)                        | 13                 |
| Saint-Jean-d'Eyraud        | 24427      | Saint-Jean-d'Eyrois | 10,05            | 190 (2014)                        | 19                 |
| Saint-Julien-de-Crempse    | 24431      | Saint-Julienois     | 11,18            | 223 (2014)                        | 20                 |
| Saint-Martin-des-Combes    | 24456      | Martinets Combois   | 13,99            | 188 (2014)                        | 13                 |

## Représentation
À partir du renouvellement des conseils municipaux de mars 2014, le nombre de délégués siégeant au conseil communautaire était le suivant : sept communes disposaient d'un seul siège. Les autres en avaient plus (huit en avaient deux ; Villamblard en avait quatre et Maurens, cinq), ce qui faisait un total de 32 conseillers communautaires.

## Administration
| Période      | Période       | Identité             | Étiquette | Qualité                                                                                  |
| ------------ | ------------- | -------------------- | --------- | ---------------------------------------------------------------------------------------- |
| janvier 2002 | avril 2008    | Jean Fourloubey      | PS        | Maire de Villamblard (1980-2011) Conseiller général du canton de Villamblard (1988-2015) |
| avril 2008   | décembre 2016 | Marie-Rose Veyssière | SE        | Maire de Saint-Jean-d'Estissac (depuis 2001)                                             |

## Compétences
- Action sociale.
- Activités périscolaires.
- Aide sociale.
- Assainissement collectif.
- Environnement.
- Établissements scolaires.
- Opération programmée d'amélioration de l'habitat (OPAH).
- Plans locaux d'urbanisme.
- Programme local de l'habitat.
- Voirie.
- Zones d'activités industrielle, commerciale, tertiaire, artisanale ou touristique.

### Sources
- Le SPLAF (Site sur la Population et les Limites Administratives de la France)
- La base ASPIC de la Dordogne (Accès des Services Publics aux Informations sur les Collectivités)